# Brachythecium glaciale
Brachythecium glaciale là một loài Rêu trong họ Brachytheciaceae. Loài này được Schimp. mô tả khoa học đầu tiên năm 1853.